# Nueva Carteya
Nueva Carteya é um município da Espanha na província de Córdova, comunidade autónoma da Andaluzia. Tem 69,18 km² de área e em 2021 tinha 5 341 habitantes (densidade: 77,2 hab./km²).

## Demografia
| Variação demográfica do município entre 1991 e 2004 | Variação demográfica do município entre 1991 e 2004 | Variação demográfica do município entre 1991 e 2004 | Variação demográfica do município entre 1991 e 2004 |
| --------------------------------------------------- | --------------------------------------------------- | --------------------------------------------------- | --------------------------------------------------- |
| 1991                                                | 1996                                                | 2001                                                | 2004                                                |
| 5735                                                | 5797                                                | 5626                                                | 5578                                                |